# Kerem Atzmona
Kerem Atzmona,  en hébreu : כרם עצמונה, est un ancien avant-poste israélien (colonie illégale), situé au sud de la bande de Gaza, à proximité de la colonie de Bnei Atzmon (en). Administrativement, il faisait partie du Gush Katif. Il est fondé en 2001 et est démantelé en 2005, dans le cadre du plan de désengagement de la bande de Gaza,.

## Source de la traduction
- (en) Cet article est partiellement ou en totalité issu de l’article de Wikipédia en anglais intitulé « Kerem Atzmona » (voir la liste des auteurs).